# Chlorochroa lineata
Chlorochroa lineata är en insektsart som beskrevs av Thomas 1983. Chlorochroa lineata ingår i släktet Chlorochroa och familjen bärfisar. Inga underarter finns listade i Catalogue of Life.